# بخش داشلی‌برون
بخش داشلی‌برون یکی از بخش‌های شهرستان گنبد کاووس در استان گلستان ایران است.
داشلی برون از نظر وسعت جغرافیایی بزرگترین بخش در استان گلستان است.
شهر اینچه برون که گاهی به آن مرز پُل هم گفته می‌شود یک نقطهٔ مهم اتّصال و رفت و آمد مرزی بین ایران و جمهوری ترکمنستان است که از حدود ۲۰ سال قبل فعال شده ولی رونق چندانی نداشته‌است.

## تقسیمات کشوری
- بخش داشلی‌برون
  - دهستان اترک (گنبد کاووس)
  - دهستان کرند (گنبد کاووس)

## جمعیت
بنابر سرشماری مرکز آمار ایران، جمعیت بخش داشلی برون شهرستان گنبدکاووس در سال ۱۳۸۵ برابر با ۲۲۳۹۸ نفر بوده‌است.